# Paroisse d'Alma
Cet article concerne la paroisse civile et le district de services locaux canadien. Pour le village du même nom, voir Alma (Nouveau-Brunswick). Pour les autres significations, voir Alma.
La paroisse d'Alma est à la fois une paroisse civile et un ancien district de services locaux (DSL) canadien du comté d'Albert situé dans le Sud-Est du Nouveau-Brunswick. La paroisse civile comprend également le village d'Alma. Dans le cadre de la réforme de la gouvernance locale du 1er janvier 2023, le territoire du DSL a été réparti entre le village de Fundy Albert et le district rural de Sud-Est.

## Toponyme

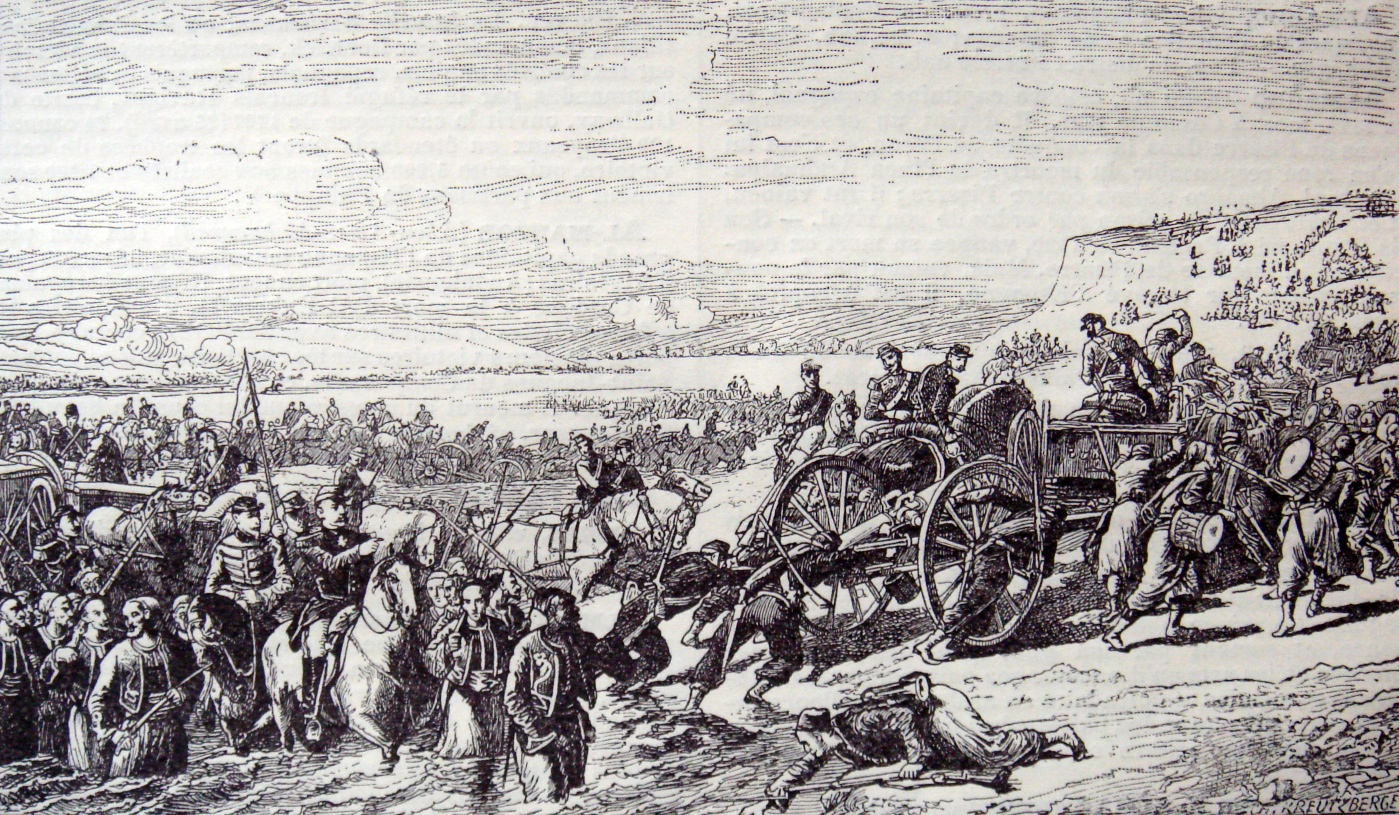
Troupes françaises à la bataille de l'Alma.

La paroisse est nommée en l'honneur de la victoire britannique et française à la bataille de l'Alma en 1854. Une personne dont l'identité est inconnue choisi ce nom en particulier car les collines calédoniennes lui firent penser aux montagnes de Crimée.

## Géographie
La paroisse est située en grande partie dans les limites du parc national de Fundy, au bord de la baie. Elle est bordée à l'est par le village du même nom, au sud-ouest par le comté de Saint-Jean, au nord-ouest par la paroisse d'Elgin et au nord par la paroisse de Harvey.
La route 114 traverse le territoire.
La paroisse d'Alma comprend le hameau de Teahans Corner et, entre autres, le lieu-dit de Mitchells Corner, situé à l'intersection de la route 114 et du chemin Laverty.
La paroisse d'Alma possédait plusieurs hameaux qui ont été expropriés pour l'ouverture du parc national de Fundy. Ceux-ci incluent Alma West, Barrettsholme, Butland Settlement, Dowling Road, Hastings, Point Wolfe et Union Settlement. New Ireland était déjà abandonné vers 1920 mais comprenait les établissements de New Ireland et Kerry, abandonnés à d'autres moments.

## Histoire
Alma est situé dans le territoire historique des Micmacs, plus précisément dans le district de Sigenigteoag, qui comprend l'actuel côte Est du Nouveau-Brunswick, jusqu'à la baie de Fundy. La pointe Martins, plus à l'Ouest, fait office de frontière avec le territoire historique des Malécites, donnant lieu à de fréquents combats entre les deux peuples dans les environs. Les deux peuples laissent toutefois peu de traces dans la région. Ils considèrent comme hasardeuse la navigation sur la côte, et préfèrent utiliser le réseau de portage intérieur, beaucoup plus aisé, reliant la rivière Petitcodiac au fleuve Saint-Jean.
Le comté d'Albert est créé en 1845 à partir d'une portion du comté de Westmorland; il inclut la paroisse d'Harvey. La paroisse d'Alma est érigée en 1855 à partir d'une section de la paroisse d'Harvey. La paroisse est nommée en l'honneur de la victoire britannique et française à la bataille de l'Alma en 1854. Une personne dont l'identité est inconnue choisi ce nom en particulier car les collines calédoniennes lui firent penser aux montagnes de Crimée.
La municipalité du comté d'Albert est dissoute en 1966. Le village d'Alma est constitué dans la paroisse au même moment. La paroisse d'Alma devient un district de services locaux en 1967.

## Démographie
(juillet 2016).
Il y avait 5 habitants en 2006 contre 8 en 1996, soit une baisse de 37,5 % en 10 ans. Au regard de la population, la paroisse de Alma se classe au 274e rang de la province.
| 2001 | 2006 | 2011 | 2016 |
| ---- | ---- | ---- | ---- |
| 5    | 5    | 0    | 5    |

## Économie
Entreprise Fundy, membre du Réseau Entreprise, a la responsabilité du développement économique.

## Administration

### Comité consultatif
En tant que district de services locaux, Saint-Sauveur est administré directement par le Ministère des Gouvernements locaux du Nouveau-Brunswick, en théorie secondé par un comité consultatif élu composé de cinq membres dont un président. Il n'y a actuellement aucun comité.

### Commission de services régionaux
La paroisse d'Alma fait partie de la Région 7, une commission de services régionaux (CSR) devant commencer officiellement ses activités le 1er janvier 2013. Contrairement aux municipalités, les DSL sont représentés au conseil par un nombre de représentants proportionnel à leur population et leur assiette fiscale. Ces représentants sont élus par les présidents des DSL mais sont nommés par le gouvernement s'il n'y a pas assez de présidents en fonction. Les services obligatoirement offerts par les CSR sont l'aménagement régional, l'aménagement local dans le cas des DSL, la gestion des déchets solides, la planification des mesures d'urgence ainsi que la collaboration en matière de services de police, la planification et le partage des coûts des infrastructures régionales de sport, de loisirs et de culture; d'autres services pourraient s'ajouter à cette liste.

### Représentation et tendances politiques
Nouveau-Brunswick: La paroisse d'Alma fait partie de la circonscription provinciale d'Albert, qui est représentée à l'Assemblée législative du Nouveau-Brunswick par Wayne Steeves, du Parti progressiste-conservateur. Il fut élu en 1999 puis réélu en 2003, en 2006 et en 2010.
 Canada: La paroisse d'Alma fait partie de la circonscription fédérale de Fundy Royal, qui est représentée à la Chambre des communes du Canada par Rob Moore, du Parti conservateur. Il fut élu lors de la 38e élection générale, en 2004, puis réélu en 2006 et en 2008.

## Vivre dans la paroisse d'Alma
Le détachement de la Gendarmerie royale du Canada le plus proche est situé à Hillsborough. Le bureau de poste le plus proches est à Alma.
Le principal quotidien anglophone est Telegraph-Journal, publié à Saint-Jean, et le quotidien francophone est L'Acadie nouvelle, publié à Caraquet.

## Culture

### Architecture et monuments
Un pont couvert croise la rivière Forty-Five, le long du chemin du même nom, à la limite avec Alma, à 7 kilomètres au nord du village. Le pont fut construit en 1914 et mesure 28,7 mètres de long.